# South-Pars-Gasfeld
Das South-Pars-Gasfeld (englisch South Pars Gas-Condensate field) ist inklusive des Nord-Felds (englisch North Dome Field) das größte bisher entdeckte Gasfeld der Welt, das nicht Teil einer Erdöllagerstätte ist. Es wird von Katar und Iran beansprucht und ausgebeutet. Auf der Liste der weltweit größten Gasfelder hat es mehr gewinnbare Reserven als die dreizehn nächstgrößeren Felder addiert.

## Lage und Kapazität
Das Gasfeld befindet sich im Persischen Golf und erstreckt sich von der Küste Katars quer über fast die gesamte Breite des Meeresarms. Die Fläche des Gasfeldes beträgt 9700 km², wovon etwas mehr als 2/3 in Katar liegen. Die Gasreserven des Feldes betragen geschätzte 1300 TCF (englisch trillion cubic feet, Billionen Kubikfuß) bzw. 37 Billionen m³, was etwa 221 Milliarden boe (Barrel of Oil Equivalent) bzw. 31 Gtoe (Mrd. Tonnen Öleinheit) oder  360 Billionen kWh entspricht. Etwa 500 TCF liegen auf iranischem Gebiet.
Das Erdgas befindet sich in einer Tiefe von 2750 m bis 3200 m.

### Nord-Feld
Das Nord-Feld oder Nord-Gasfeld (englisch North Dome Field) in Katar ist der auf dem Gebiet von Katar liegende Teil des South-Pars-Gasfelds. Es erstreckt sich vor der Küste Katars über eine Fläche von 6000 km² und beinhaltet mit 900 Billionen Kubikfuß (25,5 Billionen Kubikmeter) etwa 20 % der bekannten Erdgasreserven weltweit. Zum Export des Erdgases wurde die Industrieansiedlung Ras Laffan gegründet.

## Geschichte
Teile des Gasfeldes – das Nord-Feld – wurden bereits 1971 auf Katars Seite in Zusammenarbeit mit Shell entdeckt. Die kommerzielle Förderung begann 1989. Auf iranischer Seite wird die erste Entdeckung auf das Jahr 1990 datiert, die Erschließung begann 2003 in mehreren Phasen durch die nationale iranische Gasgesellschaft Pars Oil and Gas Company.
Die erste Phase der Erschließung durch das Konsortium North Field Alpha für den lokalen Bedarf war 1991 abgeschlossen und Erdgas wurde gefördert. 1996 begann der Export von Flüssigerdgas für das japanische Unternehmen Chubu Electric Power durch die Qatar Liquefied Gas Company Ltd. (Qatargas). Qatargas gehört Qatar Petroleum zu 65 %, Total zu 10 %, ExxonMobil zu 10 %, Mitsui zu 7,5 % und Marubeni zu 7,5 %. 2005 sollten insgesamt 450 BCF (Milliarden Kubikfuß) durch Qatargas verflüssigt werden.  Das zweite bereits produzierende Konsortium ist die Ras Laffan Liquefied Natural Gas Company Ltd. (RasGas), im Besitz von Qatar Petroleum zu 63 %, ExxonMobil zu 25 %, der japanischen Itōchū Shōji und Nissho Iwai zu 4 % und 3 %, und der koreanischen KORAS zu 5 %, die vornehmlich nach Südkorea und Japan liefern.
Durch das Dolphin Project wird seit Ende 2004 Erdgas aus dem Nord-Feld durch eine unterseeische Pipeline nach Tawila im Emirat Abu Dhabi und Dschabal Ali im Emirat Dubai geliefert. Es werden 2 BCF Erdgas transportiert.
Am 14. Juli 2025 wurde das Gasfeld neben weiteren iranischen Energieversorgungseinrichtungen im Rahmen der Operation Rising Lion von Israel militärisch angegriffen. Es kam zu Explosionen und einem Brand.

## Energiegehalt und Vergleiche
Die Fläche von 6000 km² des zu Katar gehörenden Teils des Nord-Felds entspricht etwa der Hälfte der Festlandsfläche Katars. Die Umrechnung der in diesem Teil vorgefundenen 25,5 Billionen Kubikmeter Erdgas (andere Angaben 35 Billionen m³) mit einem runden Wert für den Energiegehalt von 10 kWh/m³ ergibt 225 Billionen kWh bzw. 225.000 TWh. Würde am benachbarten Festland eine gleich große Fläche von 6000 km² mit Solarparks mit z. B. 100 W/m² Flächenausnutzung und 2000 Volllaststunden p. a. belegt, ergäbe das eine jährliche Stromerzeugung von 1.200 TWh, ähnlich wie in 120 großen Kernkraftwerken. Würde das Erdgas der Lagerstätte mit einem Gesamtwirkungsgrad von 50 % in Strom umgewandelt, könnte das Gasfeld also rund 100 Jahre lang die gleiche Strommenge liefern wie die Solarparks bzw. die 120 Kernkraftwerke. Diese stark gerundeten Werte sollen die ungefähre Größenordnung des Energiegehalts veranschaulichen.
Im Vergleich zu dem Gasvorkommen in der Slochteren-Formation in der Region Groningen mit 900 km² und ca. ursprünglich vorhandenen 2,8 Billionen m³ Erdgas unterscheidet sich South-Pars vor allem durch die rund 10-fache größere Fläche (in der Summe beider Länder) bei einer nur mäßig höheren Ergiebigkeit bezogen auf die  Fläche.